# Luis Andrade Valderrama
 Luis Andrade Valderrama (Bucaramanga, Santander, 12 de enero de 1902-Bogotá, 29 de junio de 1977) fue un obispo colombiano de la Iglesia católica.

## Vida y obra
Nació el 12 de enero de 1902 en Bucaramanga (Santander), fueron sus padres Eugenio e Inés. Los estudios básicos los realizó en su ciudad natal y a la edad de 11 años entró en la Orden Franciscana, en la que hizo profesión el 14 de enero de 1923. El 7 de marzo de 1925 fue ordenado sacerdote, luego viajó a Roma y después a Jerusalén, ciudades en las que realizó estudios bíblicos hasta alcanzar títulos en Sagrada Escritura. 
De regreso a Colombia se desempeñó en varios cargos en su comunidad. Fue guardián del convento de la Porciúncula, en Bogotá, ministro provincial de los Franciscanos y visitador de los seminarios del país. El 21 de mayo de 1939, fue consagrado obispo auxiliar de Bogotá y tres años después obtuvo el cargo de vicario general de la Arquidiócesis de Bogotá. Luego fue nombrado obispo de Antioquia, para suceder a monseñor Francisco Cristóbal Toro Correa, y en la tarde del 5 de agosto de 1944 tomó posesión de dicha sede episcopal. 
La diócesis de Antioquia estuvo por 25 años unida con la diócesis de Jericó, y monseñor Toro Correa artífice de la separación, no alcanzó a dejarla adecuadamente restablecida debido a su fallecimiento en 1942. Por lo cual, monseñor Andrade, una vez establecido en la sede, debió organizar toda la administración diocesana, y para ello dictó varios decretos, especialmente enfocados en mejorar las rentas. Estableció varias parroquias, atendió al seminario y expidió otras normas para el régimen del clero y de las parroquias. 
En 1952 el obispo Andrade Valderrama se retiró del gobierno de la diócesis, pues sus actitudes en relación con la política de Colombia en ese momento no fueron bien interpretadas, lo que le generó un ambiente tenso entre el clero, que estuvo dividido, y entre los feligreses de la diócesis. Siguió siendo obispo titular de Antioquia hasta 1955, cuando se posesionó monseñor Guillermo Escobar Vélez como nuevo prelado, y monseñor Andrade Valderrama recibió el título de Obispo de Sarepta (una diócesis extinta).
Falleció en Bogotá el 29 de junio de 1977. Como dato curioso se registra que ese mismo día fue consagrado otro obispo franciscano, monseñor Darío Molina, con asistencia en pleno de la Conferencia Episcopal. Posteriormente, en 1982, sus restos fueron trasladados a la Catedral de Santa Fe de Antioquia y yacen en la cripta de los Obispos.